# Fiorentina (San Donà di Piave)
Fiorentina (in passato Calnova)  è un piccolo centro abitato, frazione del comune di San Donà di Piave, nella città metropolitana di Venezia. È attraversata da via Calnova (SP 54), che collega San Donà a Cittanova. La frazione dista circa 4 km dal centro di San Donà.
In alcune mappe di San Donà dei primi anni del 1900 nella stessa località denominata Calnova era segnato il toponimo di un casone dell'epoca: "Ca Fiorentina".
Il territorio attuale di Fiorentina era completamente paludoso e faceva parte della Repubblica di Venezia.
La bonifica avvenne nella fine dell'Ottocento. La prima fu la bonifica Thomas, eseguita nel 1870. Successivamente, nel 1889, fu la volta della bonifica Piveran.
L'area paludosa venne cintata da argini e prosciugata espellendo meccanicamente, tramite l'utilizzo di pompe, le acque oltre i confini creati per farle defluire nel canale Grassaga.
La costruzione della chiesa di Fiorentina terminò nel 1956.
A Fiorentina è presente la ex-caserma Tombolan Fava del Quinto Reggimento Missili di San Donà di Piave. La struttura, costruita alla fine degli anni sessanta e chiusa nel 2001, versa attualmente in condizioni di degrado ed abbandono.